# Trichoplites lateritiata
Trichoplites lateritiata är en fjärilsart som beskrevs av Moore 1888. Trichoplites lateritiata ingår i släktet Trichoplites och familjen mätare. Inga underarter finns listade i Catalogue of Life.